# 三新
武汉造反派学生群众组织“新湖大”、“新华工”、“新华农”在文化大革命初期并称“三新”，和“工造总司”等一起组成“新派”。

## 新湖大
新湖大，全称“新湖大革命造反临时委员会”，1966年12月22日由湖北大学（现中南财经政法大学）的五个群众组织联合建立。该组织主要成员是湖北大学师生，还有市内部分中学的学生与教员。主要领导人龙铭鑫、彭勋、梅子惠、张维荣、谢邦柱等。出版物有《新湖大》、《新湖大通讯》等。
武汉地区最早的造反派组织“红八月造反队”就诞生在湖北大学，且吸收中学生参加，发展为红八月造反司令部、红八月公社（属于钢派）等。
七二〇事件后，武漢軍區黨委派8199部隊師長趙奮进驻湖北大学促进大联合，红八月公社和新湖大联合成立湖北大学革命委员会。

## 新华工
新华工，又称“红司”，全称“毛泽东思想红卫兵红色造反司令部（新华工）”，是1967年1月21日于华中工学院成立的学生群众组织，主要领导人张立国、聂年生、郭保安等。出版物《新华工》。
1967年1月21日，华中工学院造反派联合成立“新华工”。1967年8月4日，“新华工革命委员会”成立。预备成立革委会时，新华工司令郭保安和新华工第一副司令聂年生相持不下，最后决定新华工副司令张立国任主任，后来张立国成为湖北省革委会副主任。
1968年9月下旬，工（军）宣队进驻华中工学院。1969年7月，新华工学生写成总结新华工文革历程的长文《伟大的时代 伟大的斗争》。

## 新华农
新华农，全称“毛泽东思想红卫兵新华农东方红总部”，1966年10月17日由“华中农学院炮声隆兵团”等“造反战斗队”联合而成，主要领导人高玉泽、魏梅森等。该组织成员主要为华中农学院的师生员工，还有部分中学及华农分院的学生。

## 扩展阅读
- 姚启和主编；文挽强副主编；校史编写组编，《华中理工大学的四十年缩影》，武汉：华中理工大学出版社，1993年。
- 鲁礼安，《仰天长啸：一个单监十一年的红卫兵狱中吁天录》，香港中文大学出版社，2005年。（文革爆发时作者是华中工学院学生，曾任“新华工敢死队”负责人，是“北决扬”的灵魂人物。）
- 杨闯，《湖北大学文革亲历记——那个年代的大学生》，香港：中国文化传播出版社，2014年。（文革爆发时作者是湖北大学学生，后任新湖大农村游击队队长、湖北大学革命委员会委员。）
- 张建华，《风雨七十年》，香港：中国文化传播出版社，2018年，ISBN 9789887705581。（文革爆发时作者是华中工学院学生，曾任“新华工”宣传部副部长、新华工革命委员会委员。）